# Aïn Zarit
Aïn Zarit (em árabe: عين دزاريت) é uma comuna localizada na província de Tiaret, Argélia. Sua população estimada em 2008 era de 8 139 habitantes.